# Municipio de Shoal Creek (Arkansas)
El municipio de Shoal Creek (en inglés: Shoal Creek Township) es un municipio ubicado en el condado de Logan en el estado estadounidense de Arkansas. En el año 2010 tenía una población de 859 habitantes y una densidad poblacional de 8,94 personas por km².

## Geografía
El municipio de Shoal Creek se encuentra ubicado en las coordenadas 35°16′27″N 93°27′12″O / 35.27417, -93.45333. Según la Oficina del Censo de los Estados Unidos, el municipio tiene una superficie total de 96.09 km², de la cual 93,29 km² corresponden a tierra firme y (2,91 %) 2,79 km² es agua.

## Demografía
Según el censo de 2010, había 859 personas residiendo en el municipio de Shoal Creek. La densidad de población era de 8,94 hab./km². De los 859 habitantes, el municipio de Shoal Creek estaba compuesto por el 90,57 % blancos, el 1,4 % eran amerindios, el 4,66 % eran asiáticos, el 1,86 % eran de otras razas y el 1,51 % eran de una mezcla de razas. Del total de la población el 2,91 % eran hispanos o latinos de cualquier raza.